# Biały Dworek

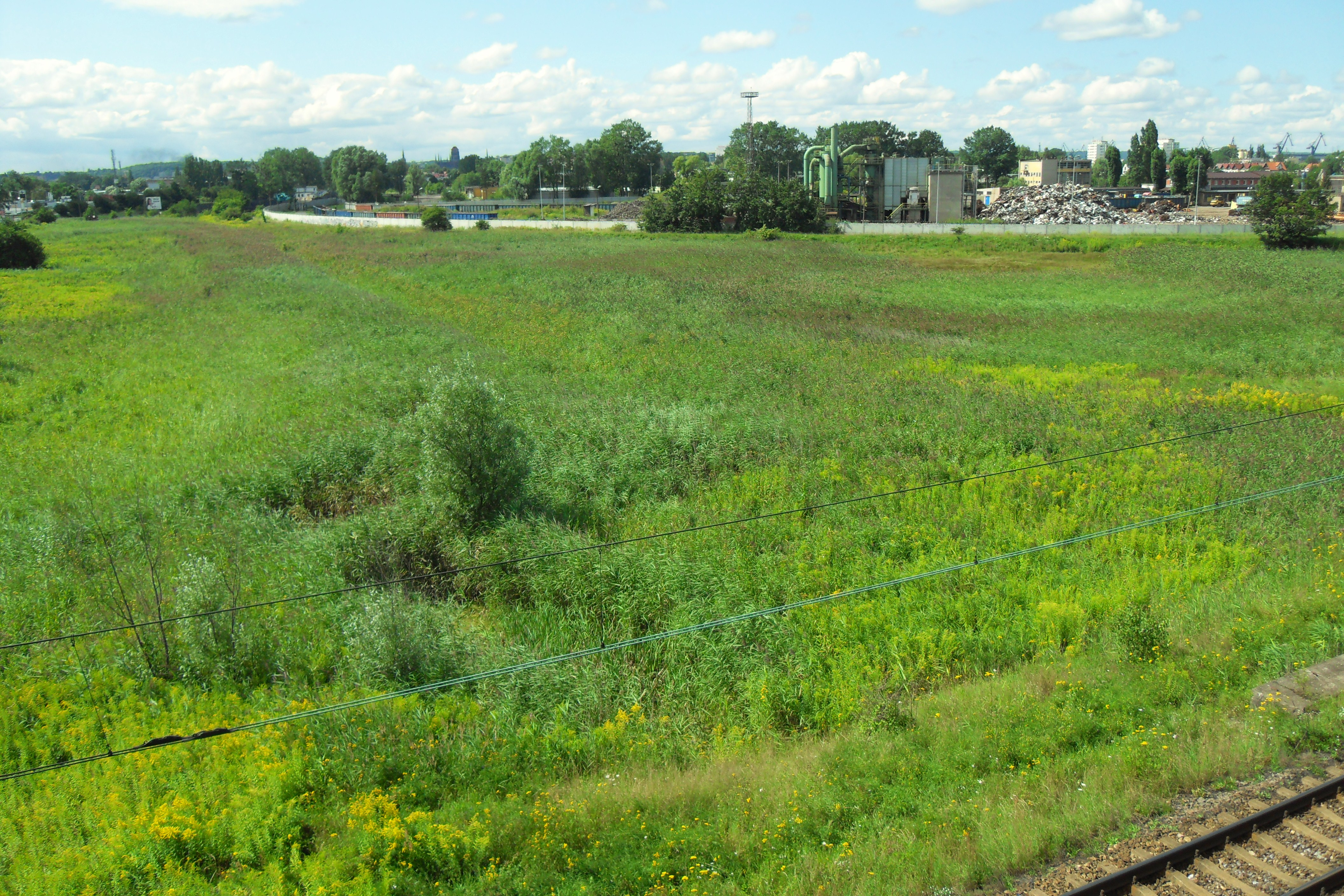
Biały Dworek

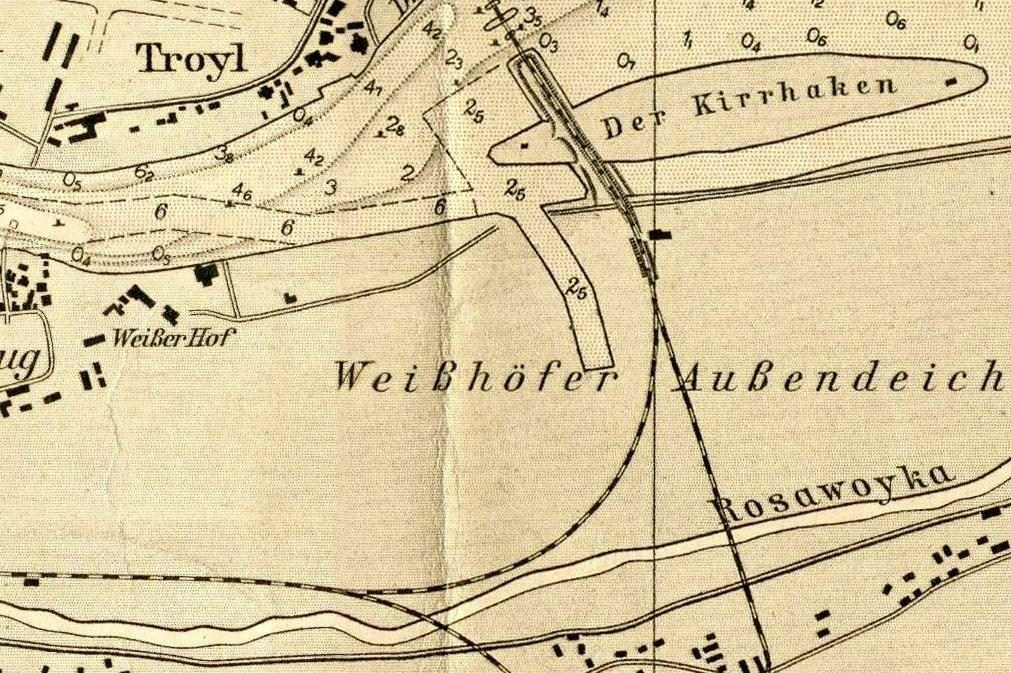
Biały Dworek na mapie z 1909

Biały Dworek (inna nazwa: Biały Dwór, niem. Weiss Hof) – osiedle w Gdańsku, na obszarze dzielnicy Rudniki.
Biały Dworek został włączony w granice administracyjne miasta w 1973. Jest podjednostką jednostki morfogenetycznej Sienna Grobla II, w okręgu historycznym Port.
Obecnie tereny Białego Dworku zajmują głównie tereny przemysłowe. Na terenie Białego Dworku znajduje się też obrotowy most kolejowy przez Martwą Wisłę (linia kolejowa nr 226, z Lipców do Portu Północnego).